# 할론 (알리칸테도)

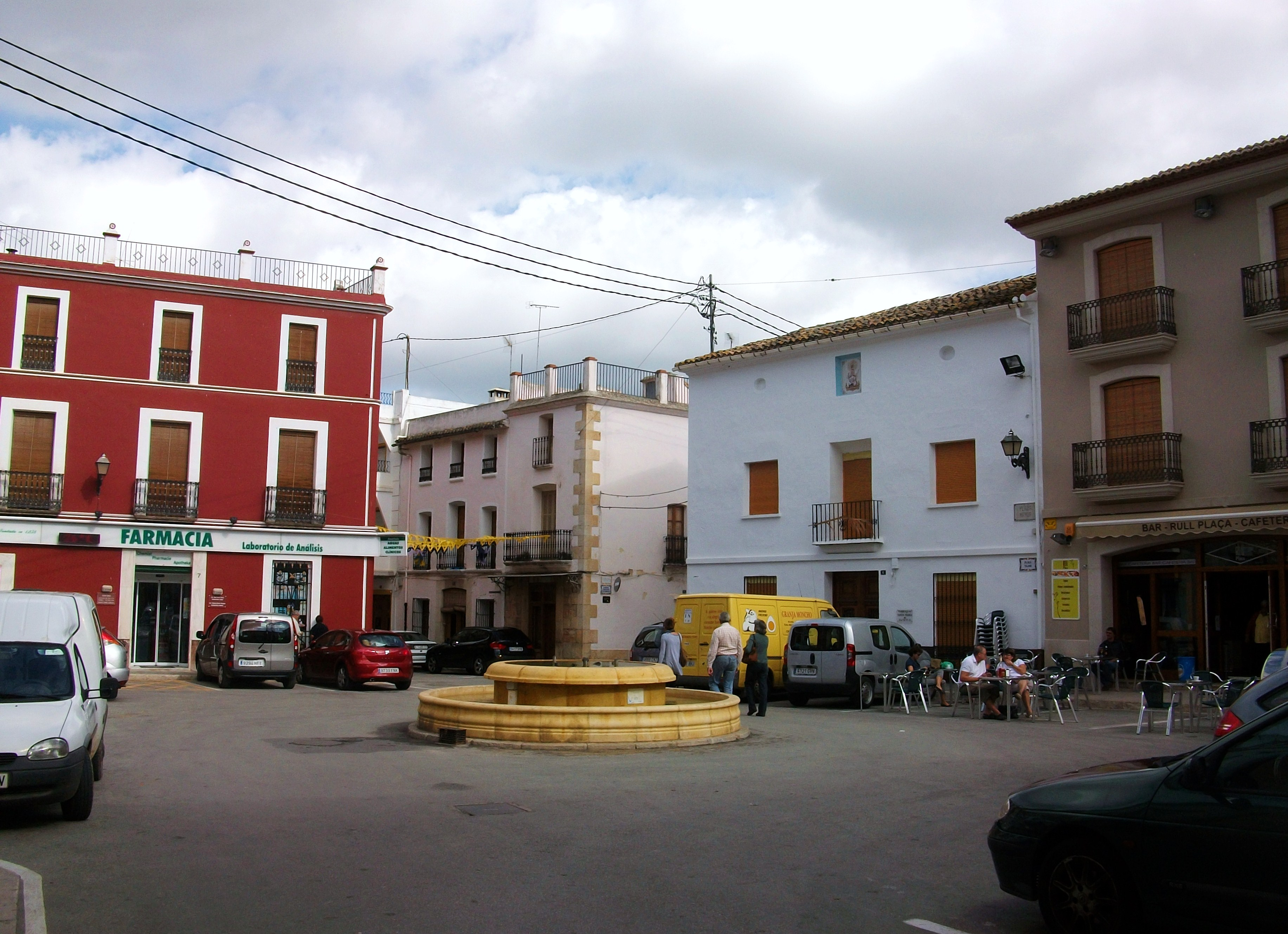

할론(스페인어: Jalón) 또는 발렌시아어로 할로(Xaló)는 스페인 발렌시아 지방 알리칸테주의 도시이다.